# Governo Dini

Cerimonia della campanella tra Romano Prodi e Lamberto Dini

Il governo Dini è stato il cinquantaduesimo esecutivo della Repubblica Italiana, il secondo e ultimo della XII legislatura.
Il governo rimase in carica dal 17 gennaio 1995 al 18 maggio 1996, per un totale di 487 giorni, ovvero 1 anno, 4 mesi e 1 giorno.
Fu il primo caso di "governo tecnico" della storia repubblicana, cioè interamente composto di personalità scelte al di fuori della politica attiva, nonché il secondo ad essere presieduto da un non parlamentare.
Ottenne la fiducia alla Camera dei deputati il 25 gennaio 1995 con 302 voti favorevoli, 39 contrari e 270 astenuti.
Ottenne la fiducia al Senato della Repubblica il 1º febbraio 1995 con 191 voti favorevoli, 17 contrari e 2 astenuti.
Diede le dimissioni il 30 dicembre 1995, ma il Presidente della Repubblica non le accettò invitando il Presidente del Consiglio a presentarsi in Parlamento. Sentito il dibattito alla Camera, Dini confermò le sue dimissioni l'11 gennaio 1996.

## Compagine di governo

### Appartenenza politica
Composizione del governo: tecnico

### Provenienza geografica
La provenienza geografica dei membri del Consiglio dei ministri si può così riassumere:
| Regione        | Presidente | Ministri | Totale |
| -------------- | ---------- | -------- | ------ |
| Lazio          | -          | 5        | 5      |
| Lombardia      | -          | 5        | 5      |
| Sicilia        | -          | 2        | 2      |
| Campania       | -          | 2        | 2      |
| Piemonte       | -          | 2        | 2      |
| Emilia-Romagna | -          | 2        | 2      |
| Toscana        | 1          | -        | 1      |
| Sardegna       | -          | 1        | 1      |
| Umbria         | -          | 1        | 1      |
| Liguria        | -          | 1        | 1      |
| Veneto         | -          | 1        | 1      |

### Sostegno parlamentare
- Sostegno parlamentare al momento della fiducia (25 gennaio alla Camera, 1 febbraio al Senato).

| Camera                  | Collocazione | Partiti | Seggi     |
| ----------------------- | ------------ | --- | --------- |
| Camera dei deputati     | Maggioranza  | PDS (132), LN (84), PPI (33), FL (11), FdV (11), Patto Segni (9), La Rete (8), AD (7), SI (5), Minoranze linguistiche (4), Altri (2) | 306 / 630 |
| Camera dei deputati     | Opposizione  | FI (108), AN (108), PRC (39), CCD (28), FLD (25), LIF (13), Altri (3)                                                                | 324 / 630 |
| Senato della Repubblica | Maggioranza  | PDS (74), LN (44), PPI (34), Verdi-Rete (13), Laburisti-Socialisti (10), Sinistra Democratica (10), SVP (3), UV (1), Altri (6)       | 195 / 325 |
| Senato della Repubblica | Opposizione  | AN (48), FI (36), PRC (17), CCD (14), LIF (10), Altri (5)                                                                            | 130 / 325 |

## Composizione
| Carica                                         | Titolare                                                              | Titolare                                                                | Titolare                                                       | Sottosegretari | Sottosegretari                                        |
| Presidenza del Consiglio dei ministri          | Presidenza del Consiglio dei ministri                                 | Presidenza del Consiglio dei ministri                                   | Presidenza del Consiglio dei ministri                          | Sottosegretari di Stato alla Presidenza del Consiglio | Sottosegretari di Stato alla Presidenza del Consiglio |
| ---------------------------------------------- | --------------------------------------------------------------------- | ----------------------------------------------------------------------- | -------------------------------------------------------------- | --- | ----------------------------------------------------- |
| Presidente del Consiglio                       |                                                                       |                                                                         | Lamberto Dini (Indipendente)                                   | - Lamberto Cardia (Indipendente) - segretario del Consiglio dei ministri con delega allo sport - Guglielmo Negri (PRI) - con delega ai rapporti con il Parlamento - Franco Barberi (Indipendente) - con delega alla Protezione civile e ai servizi tecnici nazionali, dal 08/03//995 - Mario D'Addio (Indipendente) - con delega al turismo e allo spettacolo, dal 08/03/1995 - Nicola Scalzini (Indipendente) - con delega alle aree urbane, a Roma Capitale, al Giubileo del 2000, alla circolazione stradale, al risanamento e allo sviluppo di Reggio Calabria, agli itinerari ciclabili e pedonali, al trasporto rapido di massa, alla gestione privata dei servizi pubblici, alle aree metropolitane, alla delocalizzazione di attività amministrative e produttive, al riutilizzo delle aree dismesse e all'EUR, dal 08/03/1995 |                                                       |
| Ministri senza portafoglio                     | Ministri senza portafoglio                                            | Ministri senza portafoglio                                              | Ministri senza portafoglio                                     | Sottosegretari di Stato |                                                       |
| Famiglia e solidarietà sociale                 |                                                                       |                                                                         | Adriano Ossicini (Indipendente)                                | Carica non assegnata |                                                       |
| Funzione pubblica e affari regionali           |                                                                       |                                                                         | Franco Frattini (Indipendente) Fino al 18/03/1996              | Carica non assegnata |                                                       |
| Funzione pubblica e affari regionali           |                                                                       | Giovanni Motzo (Indipendente) Dal 22/03/1996                            |                                                                | Carica non assegnata |                                                       |
| Riforme istituzionali                          |                                                                       |                                                                         | Giovanni Motzo (Indipendente)                                  | Carica non assegnata |                                                       |
| Incarichi speciali                             |                                                                       |                                                                         | Antonio Brancaccio (Indipendente) Dal 09/06/1995 al 26/08/1995 | Carica non assegnata |                                                       |
| Ministero                                      | Ministri                                                              | Ministri                                                                | Ministri                                                       | Sottosegretari di Stato |                                                       |
| Affari esteri                                  |                                                                       |                                                                         | Susanna Agnelli (PRI)                                          | - Walter Gardini (Indipendente) - Emanuele Scammacca del Murgo e dell'Agnone (Indipendente) - fino al 11/01/1996 - Luigi Vittorio Ferraris (Indipendente) - dal 26/02/1996 - Ludovico Incisa di Camerana (Indipendente) - dal 26/02/1996 |                                                       |
| Interno                                        |                                                                       |                                                                         | Antonio Brancaccio (Indipendente) Fino al 08/06/1995           | - Luigi Rossi (Indipendente) - con delega alla riammissione degli stranieri, alle sospensioni cautelari, alle promozioni per merito straordinario e alla pubblica sicurezza - Corrado Scivoletto (Indipendente) - con delega ai segretari comunali generali e provinciali, al personale, ai consigli centrali di amministrazione, alle confessioni religiose, agli acquisti di immobili, agli edifici di culto e all'assistenza religiosa a detenuti ed internati - Ignazio Francesco Caramazza (Indipendente) - con delega all'attribuzione e al diniego della cittadinanza italiana, al diniego delle patenti di guida, all'amministrazione civile, al Corpo nazionale dei vigili del fuoco e ai servizi antincendi |                                                       |
| Interno                                        |                                                                       | Giovanni Rinaldo Coronas (Indipendente) Dal 08/06/1995                  |                                                                | - Luigi Rossi (Indipendente) - con delega alla riammissione degli stranieri, alle sospensioni cautelari, alle promozioni per merito straordinario e alla pubblica sicurezza - Corrado Scivoletto (Indipendente) - con delega ai segretari comunali generali e provinciali, al personale, ai consigli centrali di amministrazione, alle confessioni religiose, agli acquisti di immobili, agli edifici di culto e all'assistenza religiosa a detenuti ed internati - Ignazio Francesco Caramazza (Indipendente) - con delega all'attribuzione e al diniego della cittadinanza italiana, al diniego delle patenti di guida, all'amministrazione civile, al Corpo nazionale dei vigili del fuoco e ai servizi antincendi |                                                       |
| Grazia e Giustizia                             |                                                                       |                                                                         | Filippo Mancuso (Indipendente) Fino al 19/10/1995              | - Donato Marra (Indipendente) - Edilberto Ricciardi (Indipendente) |                                                       |
| Grazia e Giustizia                             |                                                                       | Ad interim Lamberto Dini (Indipendente) Dal 19/10/1995 al 16/02/1996    |                                                                | - Donato Marra (Indipendente) - Edilberto Ricciardi (Indipendente) |                                                       |
| Grazia e Giustizia                             |                                                                       | Vincenzo Caianiello (Indipendente) Dal 16/02/1996                       |                                                                | - Donato Marra (Indipendente) - Edilberto Ricciardi (Indipendente) |                                                       |
| Bilancio e programmazione economica            |                                                                       |                                                                         | Rainer Masera (Indipendente) Fino al 12/01/1996                | - Alberto Carzaniga (Indipendente) - con delega al Comitato interministeriale per la programmazione economica - Giorgio Ratti (Indipendente) - con delega alla politica comunitaria, alle risorse comunitarie, allo sviluppo delle aree depresse, all'intervento straordinario nel Mezzogiorno e alla coesione economica e sociale, fino al 25/03/1996 |                                                       |
| Bilancio e programmazione economica            |                                                                       | Ad interim Augusto Fantozzi (Indipendente) Dal 12/01/1996 al 16/02/1996 |                                                                | - Alberto Carzaniga (Indipendente) - con delega al Comitato interministeriale per la programmazione economica - Giorgio Ratti (Indipendente) - con delega alla politica comunitaria, alle risorse comunitarie, allo sviluppo delle aree depresse, all'intervento straordinario nel Mezzogiorno e alla coesione economica e sociale, fino al 25/03/1996 |                                                       |
| Bilancio e programmazione economica            |                                                                       | Mario Arcelli (Indipendente) Dal 16/02/1996                             |                                                                | - Alberto Carzaniga (Indipendente) - con delega al Comitato interministeriale per la programmazione economica - Giorgio Ratti (Indipendente) - con delega alla politica comunitaria, alle risorse comunitarie, allo sviluppo delle aree depresse, all'intervento straordinario nel Mezzogiorno e alla coesione economica e sociale, fino al 25/03/1996 |                                                       |
| Finanze                                        |                                                                       |                                                                         | Augusto Fantozzi (Indipendente)                                | - Franco Caleffi (Indipendente) - Giuseppe Vegas (FI) - fino al 08/03/1995 - Ernesto Vozzi (Indipendente) - dal 08/03/1995 |                                                       |
| Tesoro                                         |                                                                       |                                                                         | Lamberto Dini (Indipendente)                                   | - Piero Giarda (Indipendente) - Carlo Pace (Indipendente) - fino al 27/04/1995 - Giuseppe Vegas (FI) - dal 08/03/1995 al 25/03/1996 |                                                       |
| Difesa                                         |                                                                       |                                                                         | Domenico Corcione (Indipendente)                               | - Stefano Silvestri (Indipendente) - con delega ai circoli, alle mese, alla costituzione e alla soppressione dei magazzini, alle scuole e agli istituti scolastico-addestrativi dell'Esercito Italiano, della Marina Militare e dell'Aeronautica Militare, alla Scuola militare Nunziatella e alla Scuola navale militare Francesco Morosini, al rifornimento idrico delle isole minori, ai cappellani militari e all'ammodernamento degli armamenti, dei materiali, delle apparecchiature e dei mezzi dell'Esercito Italiano - Carlo Maria Santoro (Indipendente) |                                                       |
| Pubblica istruzione                            |                                                                       |                                                                         | Giancarlo Lombardi (Indipendente)                              | - Luciano Corradini (Indipendente) - Etheldreda Porzio Serravalle (Indipendente) |                                                       |
| Lavori pubblici                                |                                                                       |                                                                         | Paolo Baratta (Indipendente)                                   | - Paolo Stella Richter (Indipendente) - Lucio Testa (Indipendente) |                                                       |
| Ambiente                                       | - Emilio Gerelli (Indipendente)                                       |                                                                         | Paolo Baratta (Indipendente)                                   | |                                                       |
| Risorse agricole, alimentari e forestali       |                                                                       |                                                                         | Walter Luchetti (Indipendente)                                 | - Vito Bianco (Indipendente) - Mario Prestamburgo (Indipendente) |                                                       |
| Trasporti e navigazione                        |                                                                       |                                                                         | Giovanni Caravale (Indipendente)                               | - Carlo Chimenti (Indipendente) - fino al 21/11/1995 - Giovanni Puoti (Indipendente) - Massimo D'Antona (Indipendente) - dal 26/02/1996 |                                                       |
| Poste e telecomunicazioni                      |                                                                       |                                                                         | Agostino Gambino (Indipendente)                                | - Alessandro Frova (Indipendente) |                                                       |
| Industria, commercio e artigianato             |                                                                       |                                                                         | Alberto Clò (Indipendente)                                     | - Giovanni Zanetti (Indipendente) - Luigi Mastrobuono (Indipendente) - fino al 24/01/1996 - Paolo Mengozzi (Indipendente) - dal 26/02/1996 |                                                       |
| Commercio con l'Estero                         | - Mario D'Urso (Indipendente) - con delega alle politiche comunitarie |                                                                         | Alberto Clò (Indipendente)                                     | |                                                       |
| Sanità                                         |                                                                       |                                                                         | Elio Guzzanti (Indipendente)                                   | - Mario Condorelli (Indipendente) |                                                       |
| Lavoro e previdenza sociale                    |                                                                       |                                                                         | Tiziano Treu (Indipendente)                                    | - Francesco Liso (Indipendente) - Nicola Scalzini (Indipendente) - fino al 08/03/1995 - Matelda Grassi (Indipendente) - dal 08/03/1995 |                                                       |
| Beni culturali e ambientali                    |                                                                       |                                                                         | Antonio Paolucci (Indipendente)                                | - Mario D'Addio (Indipendente) - fino al 08/03/1995 - Carla Guiducci Bonanni (Indipendente) - con delega all'editoria, ai beni librari e alle istituzioni culturali, dal 08/03/1995 |                                                       |
| Università e ricerca scientifica e tecnologica |                                                                       |                                                                         | Giorgio Salvini (Indipendente)                                 | - Sergio Barabaschi (Indipendente) - con delega ai policlinici e agli istituti di ricovero di cura, al riequilibrio idrogeologico, alla Laguna di Venezia, al Mare Adriatico, all'anagrafe nazionale delle ricerche e al rapporto tra l'istruzione post-secondaria e la formazione universitaria di primo livello, fino al 30/12/1995 - Federico Rossi (Indipendente) - dal 26/02/1996 |                                                       |

## Cronologia

### 1995

#### Gennaio
- 13 gennaio 1995 - Dopo la frantumazione della maggioranza che sosteneva il governo Berlusconi I e le dimissioni di quest'ultimo, il Presidente della Repubblica Oscar Luigi Scalfaro affida a Lamberto Dini (già Ministro del Tesoro del governo Berlusconi) l'incarico di formare un nuovo governo. Dini accetta con riserva.
- 16 gennaio 1995 - Dini scioglie positivamente la riserva e vara un governo tecnico sostenuto dall'Alleanza dei Progressisti, dal Patto Segni e dalla Lega Nord. Il Polo delle Libertà, dopo un'iniziale indecisione, annuncia l'astensione. Si colloca all'opposizione il Partito della Rifondazione Comunista.
- 17 gennaio 1995 - Avviene il giuramento del nuovo Capo del governo e dei ministri;
- 25 gennaio 1995 - Il governo ottiene la fiducia alla Camera dei deputati con 302 sì, 39 no e 270 astenuti. Votano a favore il centro-sinistra e la Lega Nord, mentre il centro-destra si astiene. L'unica a votare contro è Rifondazione Comunista.
- 27-28 gennaio 1995 - Il XVII Congresso del Movimento Sociale Italiano - Destra Nazionale delibera l'abbandono dell'ideologia fascista e il conseguente scioglimento del partito. Il giorno seguente si tiene il I Congresso di Alleanza Nazionale, di cui Gianfranco Fini è eletto presidente.

#### Febbraio
- 1º febbraio 1995 - Il governo ottiene la fiducia al Senato della Repubblica con 191 sì, 17 no e 2 astenuti[8].
- 2 febbraio 1995 - Romano Prodi annuncia di volersi candidare alle successive elezioni e auspica la creazione di una grande coalizione di centro-sinistra.
- 20 febbraio 1995 - La Camera approva la Legge Tatarella, per l'elezione dei Consigli delle Regioni a statuto ordinario.
- 23 febbraio 1995 - Per fronteggiare le tensioni valutarie che attaccano la lira, il governo vara tramite decreto-legge una manovra economica di oltre 20.000 miliardi di lire. Il Senato approva in via definitiva la Legge Tatarella.

#### Marzo
- 11 marzo 1995 - Il Consiglio Nazionale del Partito Popolare Italiano sfiducia il segretario Rocco Buttiglione ed elegge in suo vice Gerardo Bianco con 114 voti su 225.
- 16 marzo 1995 - La Camera approva (con 315 sì, 309 no e un astenuto) la manovra economica di febbraio, su cui il governo ha posto la questione di fiducia. Vota a favore una componente del PRC che darà successivamente vita ai Comunisti Unitari; vota a favore anche il deputato della Fiamma Tricolore Modesto Della Rosa.
- 20 marzo 1995 - Il governo emana il decreto-legge 83/1995, recante disposizioni urgenti per la parità di accesso ai mezzi di informazione durante le campagne elettorali e referendarie. Il decreto non sarà convertito in legge.
- 26 marzo 1995 - In attuazione dell'Accordo di Schengen sulla libera circolazione delle persone, Germania, Paesi Bassi, Belgio, Lussemburgo, Francia, Spagna e Portogallo aboliscono le frontiere interne.

#### Aprile
- 1º aprile 1995 - Il Presidente della Repubblica Oscar Luigi Scalfaro rinvia alle Camere per una nuova deliberazione il disegno di legge di conversione del decreto-legge 28/1995 ("Interventi urgenti in materia di trasporti e di parcheggi").
- 2 marzo 1995 - Il giudice per le indagini preliminari di Palermo rinvia a giudizio Giulio Andreotti per associazione mafiosa.
- 23 aprile 1995 - Elezioni regionali in 15 regioni: vince lo schieramento di centro-sinistra (che conquista 9 regioni e il 48,6 % dei voti) mentre esce sconfitto il favorito centro-destra (6 regioni e 40,7 % dei consensi); la solitaria Lega ottiene il 6,4 %.
- 26 aprile 1995 - Si apre a L'Aia, dinanzi al Tribunale internazionale dell'ONU, il primo processo per i crimini di guerra nella ex Iugoslavia.

#### Maggio
- 8 maggio 1995 - Il governo e le confederazioni sindacali raggiungono un accordo sulla riforma del sistema pensionistico, che fa riferimento al criterio contributivo e disincentiva le pensioni di anzianità. Confindustria non firma l'accordo, che sarà approvato da una consultazione tra i lavoratori con circa il 65% dei voti.
- 11 maggio 1995 - Con toni asperrimi e drammatici, il Ministro della Giustizia Filippo Mancuso parlando al Senato punta il dito contro i metodi utilizzati nell'inchiesta Mani pulite e chiede che venga avviata un'azione disciplinare contro i magistrati che ne hanno fatto parte.
- 20 maggio 1995 - La Procura di Milano chiede il rinvio a giudizio per Silvio Berlusconi e per altre venti persone per corruzione.
- 30 maggio 1995 - Il governo annuncia per il 1996 una Legge Finanziaria da 32.500 miliardi di lire.

#### Giugno
- 8 giugno 1995 - Il Ministro dell'Interno Antonio Brancaccio rassegna le dimissioni dal governo a causa di problemi di salute. Al suo posto è nominato Giovanni Rinaldo Coronas.
- 11 giugno 1995 - Si vota su 12 referendum: nel più importante dei quali, quello che chiedeva la revisione della legge Mammì, la vittoria del no sancisce la vittoria della posizione assunta da Forza Italia.
- 14 giugno 1995 - Avviene una scissione in Rifondazione Comunista: parte dei parlamentari abbandonano il partito e formano il Movimento dei Comunisti Unitari, che entra nella maggioranza. Il governo ottiene quindi una maggioranza alla Camera, seppur solo di 4 voti.
- 17-18 giugno 1995 - Si tiene a Roma l'Assemblea Nazionale costitutiva del Movimento Sociale - Fiamma Tricolore, fondata dalle correnti del MSI contrarie all'abbandono dell'ideologia fascista.
- 24 giugno 1995 - A Cannes Gerardo Bianco e Rocco Buttiglione sanciscono la scissione all'interno del Partito Popolare Italiano: Bianco, favorevole all'alleanza con il centro-sinistra, mantiene lo storico nome e continua a sostenere il governo; Buttiglione, che ha formato un accordo elettorale con Silvio Berlusconi, si prende invece il simbolo e dà vita al gruppo parlamentare Scudo Crociato, che passa all'opposizione. Il governo perde quindi la maggioranza alla Camera.
- 26 giugno 1995 - La polemica sulla posizione da assumere nei confronti di "Mani pulite" divide il Presidente del Consiglio e il Guardasigilli.
- 28 giugno 1995 - Il Presidente della Repubblica Scalfaro rinvia alle Camere per una nuova deliberazione il disegno di legge di conversione del decreto-legge 135/1995 ("Disposizioni urgenti in materia di assistenza farmaceutica e di sanità").

#### Luglio
- 8 luglio 1995 - Il Congresso del Partito Democratico della Sinistra conferma Romano Prodi come leader del centro-sinistra.
- 14 luglio 1995 - La Camera approva due maxi-emendamenti alla riforma del sistema pensionistico, su cui il governo ha posto la questione di fiducia.
- 21 luglio 1995 - Rocco Buttiglione conferma l'intenzione di allearsi con il Polo delle Libertà e fonda i Cristiani Democratici Uniti.

#### Agosto
- 4 agosto 1995 - La Camera approva (con 266 sì, 92 no e 125 astenuti) la riforma del sistema previdenziale.

#### Settembre
- 15 settembre 1995 - Dibattito alla Camera sulla legge inerente all'immigrazione: il Polo vorrebbe inasprire la legge Martelli mentre i Progressisti si oppongono all'espulsione degli immigrati; si stempera così il clima di disgelo tra destra e sinistra, aperto dall'ospitata di Fini alla Festa dell'Unità di Bologna.
- 26 settembre 1995 - Si apre a Palermo il processo a carico del senatore Giulio Andreotti.
- 29 settembre 1995 - Il Consiglio superiore della magistratura proscioglie il pool di Mani pulite dall'accusa, mossagli dal Ministro di Grazia e di giustizia Filippo Mancuso, di aver intimidito gli ispettori inviati a Milano dal suo predecessore Alfredo Biondi.

#### Ottobre
- 6 ottobre 1995 - È arrestato a Napoli, per concussione ed estorsione, l'ex Ministro del bilancio Paolo Cirino Pomicino.
- 19 ottobre 1995 - Il Senato approva (con 173 sì, 3 no e 8 astenuti) una mozione di sfiducia individuale nei confronti del Ministro di Grazia e di Giustizia Filippo Mancuso presentata da tutto lo schieramento che sostiene l'esecutivo e avallata dal Presidente del Consiglio. Dini assume la carica ad interim.
- 20 ottobre 1995 - Forza Italia presenta alla Camera una mozione di sfiducia al governo.
- 26 ottobre 1995 - La Camera respinge (con 291 sì, 310 no e 1 astenuto) la mozione di sfiducia al governo di Forza Italia. Fondamentale per la reiezione è l'uscita dall'Aula dei deputati di Rifondazione Comunista.
- 27 ottobre 1995 - Il tribunale di Milano conclude il processo Enimont accogliendo le tesi esposte dal pubblico ministero Antonio Di Pietro e condannando tutti gli imputati.

#### Novembre
- 2 novembre 1995 - Il Consiglio dei ministri approva la decisione di inviare militari italiani in Bosnia nel quadro della missione NATO, per garantire la pace nella regione.
- 4 novembre 1995 - Giulio Andreotti e l'ex senatore DC Claudio Vitalone sono rinviati a giudizio per l'omicidio del giornalista Mino Pecorelli.
- 11 novembre 1995 - Ribaltando il precedente giudizio di merito, la terza Corte d'Assise d'appello di Milano condanna Adriano Sofri, Giorgio Pietrostefani e Ovidio Bompressi a 22 anni di carcere per l'omicidio del commissario Luigi Calabresi.
- 23 novembre 1995 - La Corte di Cassazione conferma l'ergastolo ai terroristi neri Francesca Mambro e Valerio Fioravanti per la strage della stazione di Bologna

#### Dicembre
- 7 dicembre 1995 - La Camera approva una mozione che impone le elezioni alla fine di aprile 1996; rimane isolata Forza Italia che aveva proposto febbraio.
- 10 dicembre 1995 - I Socialisti Italiani confermano segretario Enrico Boselli, e decidono di fuoriuscire da L'Ulivo.
- 15 dicembre 1995 - La Camera approva due maxi-emendamenti alla Legge Finanziaria 1996, su cui il governo ha posto la questione di fiducia. I parlamentari azzurri tuttavia presentano una mozione di sfiducia in vista della seduta del 18 dicembre.
- 18 dicembre 1995 - Il governo rinuncia al voto di fiducia su un terzo maxi-emendamento e Dini invita i parlamentari a votare compattamente la Legge Finanziaria 1996, promettendo di dimettersi il 31 dicembre.
- 21 dicembre 1995 - La Camera approva la Legge Finanziaria 1996, che diviene legge.
- 30 dicembre 1995 - Il governo guidato da Lamberto Dini si dimette, ritenendo di aver portato a termine il mandato delle forze politiche e del Capo dello Stato, che rinvia il governo alle Camere.

### 1996

#### Gennaio
- 1º gennaio 1996 - Inizia il semestre di presidenza italiana dell'Unione europea.
- 9 gennaio 1996 - Il Presidente del Consiglio si presenta alla Camera per rendere comunicazioni. Il Presidente del Consiglio ricorda di aver preannunziato che il governo avrebbe rassegnato le dimissioni dopo che fossero stati raggiunti gli obiettivi programmatici sulla base dei quali aveva ottenuto la fiducia e che tali adempimenti sono stati conseguiti. Pertanto delinea tre ipotesi possibili: il raggiungimento di un'ampia intesa sulle riforme istituzionali e la nascita di un governo di garanzia per la fase costituente; oppure, in mancanza di un accordo, il varo di un governo che sia nella pienezza dei poteri durante il semestre di presidenza italiana dell'Unione europea; infine, come soluzione estrema, l'apertura di una fase che porti alle elezioni per un nuovo Parlamento.
- 10 gennaio 1996 - Alla Camera inizia il dibattito sulle comunicazioni del governo.
- 11 gennaio 1996 - Alla Camera si conclude, senza voto, il dibattito sulle comunicazioni del governo. Subito dopo Il Presidente del Consiglio Lamberto Dini sale al Quirinale e rassegna le dimissioni. Scalfaro accetta le dimissioni, invitando il governo a restare in carica per il disbrigo degli affari correnti.
- 12 gennaio 1996 - Il Ministro del Bilancio Rainer Masera rassegna le dimissioni dal governo. Il Ministro delle Finanze Augusto Fantozzi assume la carica ad interim.
- 15 gennaio 1996 - Il Presidente della Repubblica inizia le consultazioni convocando gli ex Presidenti della Repubblica Leone e Cossiga e i Presidenti delle Camere Irene Pivetti e Carlo Scognamiglio.
- 16 gennaio 1996 - Il Presidente Scalfaro avvia le consultazioni convocando gli esponenti delle forze politiche, che hanno almeno due rappresentanti in Parlamento.
- 19 gennaio 1996 - Si conclude il primo giro di consultazioni.
- 20 gennaio 1996 - Inizia un secondo giro di consultazioni. Vengono ricevuti gli esponenti di vari gruppi parlamentari. L'on. Berlusconi chiede, a nome di Forza Italia, una pausa di riflessione.
- 24 gennaio 1996 - Il Giornale pubblica la cosiddetta "Bozza Fisichella", ovvero una bozza di riforma istituzionale predisposta dai parlamentari Domenico Fisichella, Franco Bassanini, Cesare Salvi e Giuliano Urbani (esponenti, rispettivamente, di Alleanza Nazionale, PDS e Forza Italia). Il Sottosegretario all'Industria, al Commercio e all'Artigianato Luigi Mastrabuono rassegna le dimissioni dal governo.
- 25 gennaio 1996 - Il Presidente Scalfaro concede un'altra pausa di riflessione alle forze politiche e fissa per il 30 gennaio l'inizio di nuove consultazioni.
- 30 gennaio 1996 - Scalfaro procede ad un terzo giro di consultazioni, riservato ai gruppi parlamentari regolarmente costituiti.
- 31 gennaio 1996 - Le consultazioni si concludono.

#### Febbraio
- 1º febbraio 1996 - Scalfaro conferisce l'incarico per la formazione del nuovo governo al prof. Antonio Maccanico, che accetta con riserva. Il Presidente del Consiglio incaricato ha poi colloqui con i Presidenti dei due rami del Parlamento e con il Presidente del Consiglio dimissionario Dini.
- 2 febbraio 1996 - Maccanico inizia le consultazioni a Montecitorio con le forze politiche.
- 3 febbraio 1996 - Le consultazioni terminano nella giornata.
- 5 febbraio 1996 - Maccanico inizia le consultazioni con le parti sociali.
- 10 febbraio 1996 - Il Presidente del Consiglio incaricato Maccanico si reca al Quirinale per illustrare un preambolo programmatico che prevede una ipotesi di riforme istituzionali.
- 14 febbraio 1996 - Incapace di trovare una maggioranza parlamentare, Maccanico scioglie negativamente la riserva, rimettendo il mandato nelle mani del Presidente della Repubblica.
- 15 febbraio 1996 - La Camera dei deputati e del Senato ha approvato la nuova legge che definisce lo stupro un reato contro la persona e non più contro la morale. Chiunque, con violenza o minaccia o mediante abuso di autorità, costringe taluno a compiere o subire atti sessuali è punito con la reclusione da cinque a dieci anni.
- 16 febbraio 1996 - Il Presidente della Repubblica Oscar Luigi Scalfaro accoglie le dimissioni di Lamberto Dini e decreta lo scioglimento delle Camere, invitando il governo a restare in carica per gli affari correnti. Nello stesso giorno Mario Arcelli viene nominato Ministro del Bilancio e Vincenzo Caianiello viene nominato Ministro di Grazia e Giustizia.
- 23 febbraio 1996 - Il Presidente del Consiglio, Lamberto Dini, annuncia che parteciperà alle prossime elezioni alla testa di un nuovo schieramento che si chiamerà Rinnovamento Italiano
- 25 febbraio 1996 - In vista delle prossime elezioni, l'Ulivo e Rifondazione Comunista stringono un patto di desistenza: la coalizione che fa capo a Romano Prodi non presenterà suoi candidati nei collegi uninominali in cui, con il simbolo dei Progressisti, si candideranno esponenti di Rifondazione.
- 26 febbraio 1996 - Antonio Maccanico dà vita all'Unione Democratica.

#### Marzo
- 2 marzo 1996 - La Lega Nord decide di correre da sola alle elezioni politiche.
- 18 marzo 1996 - Il Ministro agli Affari Regionali Franco Frattini rassegna le dimissioni dal governo. Al suo posto è nominato Giovanni Motzo.

#### Aprile
- 5 aprile 1996 - A Palermo l'ex dirigente del SISDE Bruno Contrada è condannato a 10 anni di reclusione per concorso esterno in associazione mafiosa.
- 15 aprile 1996 - Accordo politico-elettorale tra Polo delle Libertà e Riformatori della Lista Pannella-Sgarbi.
- 18 aprile 1996 - Eugenio Scalfari lascia la direzione del quotidiano la Repubblica, da lui fondato nel 1976, a Ezio Mauro.
- 21 aprile 1996 - Si svolgono le elezioni politiche. 40.401.774 elettori (affluenza 82,88 % degli aventi diritto) si recano alle urne.

#### Maggio
- 9 maggio 1996 - In Parlamento si svolge la prima seduta della XIII legislatura. Al Senato è eletto Presidente, al secondo scrutinio, Nicola Mancino (PPI), con 178 voti su 314 votanti.
- 10 maggio 1996 - Alla Camera è eletto Presidente, alla quarta votazione, Luciano Violante (SD- U), con 316 voti su 609 votanti.
- 16 maggio 1996 - Il Presidente della Repubblica incarica Romano Prodi di formare il governo. Prodi accetta con riserva.
- 17 maggio 1996 - Romano Prodi scioglie positivamente la riserva e forma un governo composto dal Partito Democratico della Sinistra, Partito Popolare Italiano, Unione Democratica, Rinnovamento Italiano, Federazione dei Verdi e Socialisti Italiani. Il governo è appoggiato esternamente da Partito della Rifondazione Comunista, Alleanza Democratica, Movimento dei Comunisti Unitari, Partito Repubblicano Italiano, Patto Segni, Sinistra Repubblicana, Südtiroler Volkspartei, La Rete e Union Valdôtaine.
- 18 maggio 1996 - Il nuovo governo giura al Quirinale e con il tradizionale passaggio di consegne termina il governo Dini e ha inizio il governo Prodi I.